# Salles-Arbuissonnas-en-Beaujolais
Salles-Arbuissonnas-en-Beaujolais là một xã thuộc tỉnh Rhône trong vùng Auvergne-Rhône-Alpes phía đông nước Pháp. Xã này nằm ở khu vực có độ cao trung bình 300 mét trên mực nước biển.